# Коренев, Александр Кириллович
Александр Кириллович Коренев — русский советский поэт и писатель-фронтовик, журналист, деятель радио, выпускник Литературного института.

## Биография
Поэт; родился 2 октября 1920 г., в г. Москва; перед войной закончил три курса Литературного института им. М.Горького.
В октябре 1941-го, в дни битвы под Москвой, он, имеющий бронь студент Литературного института, добровольцем зачислился в маршевую роту. С мая 1942-го по 1944-й он — стрелок-автоматчик, курсант, командир взвода дивизионной разведроты на Сталинградском, Южном, Первом Украинском фронтах. В 1942 году сумел получить диплом Литинститута. В Сталинградской битве был ранен.
Окончив в мае 1943-го курсы младших лейтенантов, участвовал в прорыве на Южном фронте. В ночном бою 20 июля 1943 г. был тяжело ранен (его сквозное ранение обычно является смертельным) в области живота и позвоночника пулей навылет, но — выжил. («По всем законам физики с механикой я десять раз уж должен быть убит», — напишет он позже). После выхода из госпиталя — во 2-й спецшколе Центрального штаба партизанского движения в Москве. В октябре 1944 года Коренев под кличкой «Капитан» во главе диверсионной группы «Рейд» был заброшен во вражеский тыл, на территорию Восточной Пруссии, для выполнения особых заданий. Группа уничтожена. Он, чудом спасшийся, воюет в составе разведотряда Игоря Валюшкевича, участвует в освобождении Польши. Снова дважды ранен. И снова — в строй… Продолжал литературную деятельность после войны в редакциях военных газет, журналов, еженедельников, во Всесоюзном Радиокомитете — литконсультантом, разъездным корреспондентом, старшим редактором, заведующим редакцией. Является участником 2-го Всесоюзного совещания молодых писателей. 
В 1952 году Комиссия по работе с молодыми авторами Союза писателей СССР отправила его на сооружение Южно-Сибирской магистрали (ветка Кулунда-Барнаул). Там он должен был заведовать вагоном-клубом и выпускать дорожную газету.
Редактором первого его сборника, вышедшего в 1955 году, был Михаил Светлов. Произведения: в незнакомом городе: Стихи. — М., 1955; Взорванный горизонт: Стихи. — М., 1962; Вьюга: Стихи. — М., 1974; Избранное. — М., 1979; Взморье: Стихи. — М., 1983; Чёрный алмаз: Стихи. — Харьков, 1994; умер 13 декабря 1989 г., Москва.